# Batalla del mar de Filipinas
La batalla del mar de Filipinas (Battle of the Philippine Sea en inglés) (マリアナ沖海戦 en japonés) fue una batalla aeronaval que tuvo lugar durante la Campaña del Pacífico de la Segunda Guerra Mundial, y que enfrentó a la Armada Imperial Japonesa y a la Armada de los Estados Unidos en el mar de Filipinas, cerca de las islas Marianas, entre el 19 y el 20 de junio de 1944, durante la ocupación por las tropas estadounidenses de la isla de Saipán (batalla de Saipán) para posteriormente invadir la isla de Tinian (batalla de Tinian), dos islas Marianas del Norte.
Esta batalla, que se enmarca en el cuadro de la operación Forager, finalizó con un completo desastre para las fuerzas japonesas, que perdieron la casi totalidad de su aviación naval embarcada, así como dos tercios de los portaaviones participantes en la batalla. Fue así hasta el punto de que los pilotos estadounidenses acuñaron para esta batalla la expresión The Great Marianas Turkey Shoot (el tiro al pavo de las Marianas).
De resultas de esta batalla, la Marina Imperial Japonesa perdió la parte principal de su fuerza de combate en términos de aviación naval.

## Contexto
Finalizada la batalla de las islas de Santa Cruz, que había puesto fin a la campaña de Guadalcanal, en octubre de 1942, la flota japonesa se retiró a la isla de Truk, luego a las Palaos y finalmente a Singapur, para reorganizarse y reemplazar las pérdidas sufridas.
Tras la muerte del almirante Yamamoto (véase Operación contra Yamamoto) en abril de 1943, el almirante Mineichi Koga se convirtió en el nuevo comandante en jefe de la Armada Imperial Japonesa. La estrategia naval japonesa consistía por entonces en la defensa de un perímetro de seguridad en torno del Japón, que incluía las islas Salomón, las islas Gilbert y las islas Marianas, llegando por el norte hasta las islas Aleutianas (territorio de Alaska ocupado por los japoneses). Tras los éxitos del general Douglas MacArthur en la Campaña de Nueva Guinea, así como de las incursiones aéreas estadounidenses sobre la base naval japonesa de Rabaul desde el otoño de 1943, con el consiguiente desgaste para la flota japonesa, parecía evidente que ese perímetro de defensa ya no podía incluir ni las islas Salomón, ni las Gilbert, ni las Marshall.
El almirante Koga falleció en accidente de aviación en marzo de 1944, siendo sustituido por el almirante Soemu Toyoda, que dirigía la flota a distancia, desde la capital, Tokio. La Flota Combinada que había sido el orgullo del almirante Isoroku Yamamoto había sido dividida en diversos grupos, y la fuerza más importante puesta a disposición de Toyoda era la 3.ª Fuerza, o Fuerza Móvil.
Desde finales de 1942, el comandante en jefe de la Fuerza Móvil era el vicealmirante Jisaburo Ozawa, un oficial considerado como agresivo a la vez que poseedor de dotes de mando y buen conocedor de su oficio.
El 11 de mayo de 1944, la Fuerza Móvil de Ozawa abandona el puerto de Singapur, poniendo proa hacia Tawi-Tawi, una isla del Archipiélago de Sulu, en Filipinas. El plan principal de Toyoda era la Operación "A" (A-Go): se trataba de atraer a la flota estadounidense a la zona delimitada por las islas Palaos, las Marianas y las Carolinas, donde se hallaban varias unidades aéreas con base en tierra. La acción conjunta de la aviación embarcada y de la aviación con base en tierra debería destruir a la Task Force estadounidense y eliminar así toda posibilidad de que ésta protegiese un eventual desembarco aliado en las islas Marianas.
Mientras la flota japonesa esperaba el ataque estadounidense desde mediados de mayo en Tawitawi, fue localizada por los submarinos estadounidenses, que comenzaron a hostigarla durante sus salidas de entrenamiento. De este modo, el Yukikaze resultó averiado por un impacto de torpedo.
A principios de junio de 1944, la flota japonesa detectó la aproximación de la Quinta Flota de los Estados Unidos, y se dirigió a su encuentro para, según pensaba, proceder a su aniquilación.

## Las fuerzas en presencia

### Siglas
(CV=Portaaviones; CVL=Portaaviones ligero; BB=Acorazado; CA=Crucero pesado; CL=Crucero ligero; DD=Destructor; SS=Submarino)

### Despliegue japonés
| Nombre de la escuadra | Comandante                                        | Efectivos |
| --------------------- | ------------------------------------------------- | --- |
| Fuerza Móvil          | vicealmirante Jisaburo Ozawa a bordo del CV Taiho | La Fuerza Móvil estaba dividida en 3 Fuerzas: las Fuerzas ""Van", "A" y "B"                                                                              |
| Fuerza Van            | vicelmirante Kurita a bordo del CA Atago          | 3 CVL(Chitose, Chiyoda, Zuihō) 4 BB (Yamato, Musashi, Kongo, Haruna) 9 CA (Atago, Maya, Takao, Tone, Chikuma, Chokai, Kumano, Suzuya) 1 CL (Noshiro 7 DD |
| Fuerza "A"            | vicelmirante Jisaburo Ozawa a bordo del CV Taiho  | 3 CV (Taiho, Zuikaku, Shokaku) 2 CA (Myoko, Haguro) 1 CL (Yahagi) 6 DD                                                                                   |
| Fuerza "B"            | vicelmirante Takaji Joshima a bordo del CV Junyo  | 2 CV (Jun'yō, Hiyō);1 CVL (Ryuho) 1 BB (Nagato) 1 CA (Mogami) 10 DD                                                                                      |
| Fuerza de submarinos  | vicelmirante Takeo Takagi en la isla de Saipán    | 24 submarinos |
| Fuerza aérea          | vicelmirante Kakuta Kakuji en la isla de Guam     | 250 aviones con base en Rota, Saipán, Tinian y Guam |
| total:                |                                                   | 5 CV, 4 CVL, 5 BB, 12 CA, 2 CL, 28 DD y 24 SS 680 aviones (de los que 250 estaban basados en tierra)                                                     |

### Dispositivo aliado
| Nombre de la escuadra              | Comandante                                                  | Efectivos |
| ---------------------------------- | ----------------------------------------------------------- | --- |
| Flota del Pacífico                 | almirante Chester William Nimitz                            | |
| Quinta Flota de los Estados Unidos | vicealmirante Raymond Spruance a bordo del USS Indianapolis | Task Force 51 o TF 51 (Fuerza expedicionaria conjunta) Task Force 58 o TF 58 (Fuerzas Aeronavales Rápidas)                                                                                     |
| TF 58                              | vicelmirante M. A. Mitscher a bordo del USS Lexington       | 7 CV, 8 CVL, 7 BB, 8 CA, 12 CL, 67 DD la TF 58 estaba dividida en 4 Task Groups (TG) más la Línea de Batalla del vicealmirante Willis A. Lee                                                   |
| TG 58.1                            | contraalmirante J.J. Clark a bordo del USS Hornet           | 2 CV USS Hornet y USS Yorktown) 2 CVL (USS Belleau Wood y USS Bataan) 3 CA (USS Boston, USS Baltimore y HMAS Canberra) 2 CL (USS Oakland y USS San Juan) 14 DD                                 |
| TG 58.2                            | contraalmirante A.E. Montgomery a bordo del USS Bunker Hill | 2 CV (USS Wasp y USS Bunker Hill) 2 CVL (USS Cabot y USS Monterey) 3 CL (USS Santa Fe, USS Mobile y USS Biloxi) 15 DD                                                                          |
| TG 58.3                            | contraalmirante J.W. Reeves a bordo del CV USS Enterprise   | 2 CV (USS Enterprise y USS Lexington) 2 CVL (USS Princetony USS San Jacinto) 1 CA (USS Indianapolis) 3 CL (USS Montpelier, USS Cleveland y USS Birmingham) 13 DD                               |
| TG 58.4                            | contraalmirante W.K. Harrill a bordo del USS Essex          | 1 CV (USS Essex) 2 CVL (USS Cowpens y USS Langley) 3 CL (USS Vincennes, USS Miamiy USS Houston) 14 DD                                                                                          |
| TG 58.7 (Línea de Batalla)         | vicealmirante Willis A. Lee a bordo del USS Washington      | 7 BB (USS Iowa, USS New Jersey, USS Washington, USS Indiana, USS North Carolina, USS South Dakota y USS Alabama) 4 CA (USS Minneapolis, USS San Francisco, USS New Orleans y USS Wichita 14 DD |
| Fuerza de intercepción             | contraalmirante Charles A. Lockwood                         | 13 SS (USS Bang, USS Ray, USS Puffer, USS Gurnard, USS Harder, USS Redfin, USS Flying Fish, USS Seahorse, USS Bonefish, USS Cavalla, USS Finback, USS Stingray y USS Albacore)                 |
| Total :                            |                                                             | 7 CV, 8 CVL, 7 BB, 8 CA, 12 CL, 67 DD, 22 SS |
| Efectivos aéreos embarcados        |                                                             | 891 aviones en portaaviones 65 hidroaviones en acorazados y cruceros |

## Realización
La operación estadounidense llevaba por nombre Operación Forager. Su objetivo era la toma del control sobre las islas Marianas y especialmente Saipán (batalla de Saipán) y Tinian (batalla de Tinian), dos islas que pertenecían a Japón como fideicomiso otorgado por la Sociedad de Naciones desde 1917, así como Guam (batalla de Guam), una isla estadounidense desde 1899, la mayor de las Marianas, situada al sur del archipiélago y que Japón había invadido tres días después del ataque a Pearl Harbor.

Derrota de las flotas enfrentadas en la batalla.

La Quinta Flota de los Estados Unidos estaba compuesta principalmente por unidades de desembarco (Fuerzas expedicionarias conjuntas) bajo el mando del vicealmirante R.K. Turner, y por portaaviones rápidos y su escolta (Task Force 58 o TF 58) bajo el mando del vicealmirante Marc A. Mitscher.
El 11 de junio, la fuerza de invasión estadounidense precedió su acometida principal con una serie de ataques aéreos contra las Marianas, con la intención de hacer creer a los japoneses que estas islas eran el objetivo de la ofensiva. Esto suponía una sorpresa para ellos, ya que pensaban más posible un ataque más al sur, bien sobre las islas Carolinas bien sobre Palaos.
La Fuerza Móvil japonesa partió de Tawitawi el 13 de junio con dirección a las Marianas. Puesto que ya había sido detectada por los submarinos estadounidenses, y además el código secreto japonés había sido descifrado, todos los movimientos de la Fuerza Móvil eran conocidos por la Quinta Flota y por la TF 58.
Para completar el panorama, las incursiones aéreas estadounidenses del 11 de junio sobre los aeródromos japoneses de Rota, Saipán, Tinian y Guam habían dañado la capacidad de aérea de dichas bases. Según los informes estadounidenses, ciento cincuenta (del total previo de doscientos cincuenta) aviones japoneses fueron destruidos en tierra o derribados, frente a la pérdida de únicamente once aviones estadounidenses.
El 14 de junio, Spruance recibió informaciones relativas a la posible llegada de refuerzos aéreos japoneses procedentes de Iwo Jima y Chichi Jima, en las islas Ogasawara (también llamadas islas Bonin). Sabiendo que pasarían varios días hasta el enfrentamiento con la flota japonesa, envió dos Task Groups, el TG 58.1 de Clark y el TG 58.4 de Harris, en dirección a estas islas. Los Task Groups llegaron allí y las atacaron el 16 de junio, causando graves daños a las capacidades aéreas de sus aeródromos.
Por otro lado, el 15 de junio dio comienzo la invasión de la isla de Saipán.
El 17 de junio, hacia las 20 horas, la Flota Móvil se encontró con la escuadra de acorazados del almirante Ugaki, dirigiéndose de inmediato hacia las islas Marianas. A pesar de encontrarse en una situación de manifiesta inferioridad, los japoneses tenían confianza en el éxito, ya que sus aviones disponían de mayor radio de acción y, por otra parte, podían organizar un relevo entre los portaaviones y sus bases en tierra, lo que aumentaba de forma significativa el rendimiento de la aviación embarcada en sus portaaviones.
El plan japonés A-GO estaba basado en la acción conjunta de ambas aviaciones, la embarcada y la que tenía sus bases en tierra. Esta última debería haber destruido desde el primer momento al menos un tercio del potencial estadounidense. Sin embargo, la realidad era que los bombardeos estadounidenses habían provocado graves pérdidas a la aviación terrestre japonesa, y además habían dejado los correspondientes aeródromos prácticamente inutilizados. Como consecuencia de todo ello, la acción de la aviación terrestre iba a ser mínima en la batalla que iba a tener lugar, lo que comportó graves consecuencias para el potencial aéreo de la Flota Móvil japonesa y para el propio desarrollo ulterior de la batalla.
El 18 de junio, el almirante Mitscher había reunido a la TF 58 cerca de Saipán, y se aprestaba a la batalla. Poco antes de la medianoche de ese mismo día, el almirante Chester Nimitz envió a Spruance un mensaje informándole de que la flota japonesa se hallaba aproximadamente a 560 km al oesudoeste de la TF 58, y Mitscher solicitó autorización para desplazarse al oeste durante la noche, para hallarse al alba en una buena posición de ataque.
Spruance rechazó dictar esa orden, ya que temía que los japoneses intentasen alejar su Task Force de la zona de invasión con una fuerza de distracción para seguidamente atacar su flota por el flanco, poniendo así en peligro las operaciones de desembarco en Saipán. Así pues, ordenó a la Task Force mantenerse en su misma posición, dejando la iniciativa a los japoneses, y ordenó a los dos Task Grops enviados a las islas Bonin que se reintegrasen a la Task Force el 17 de junio.
La postura inmovilista de Spruance fue criticada en su momento (y de hecho lo sigue siendo), aunque sería interesante comparar la prudencia de Spruance en ese momento con la impetuosa persecución de una fuerza de distracción japonesa por parte del almirante William F. Halsey durante la batalla del Golfo de Leyte.

## Primeros movimientos, 19 de junio

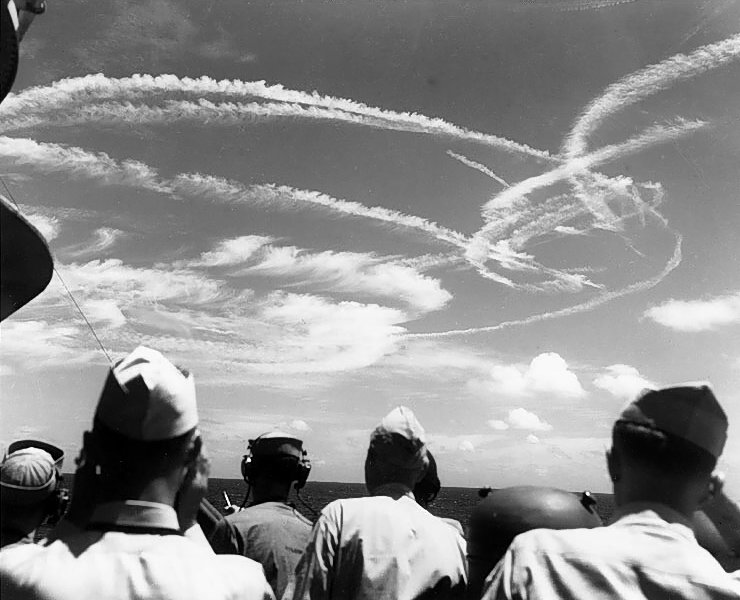
Combates aéreos sobre la Task Force 58, 19 de junio de 1944.

A las 05:30 horas la TF 58 comenzó a hacer despegar patrullas aéreas. En ese mismo momento, la aviación japonesa con base en Guam enviaba 50 aviones en busca de la Task Force.
Hacia las 05:50 horas un Mitsubishi A6M Zero localizó a la TF 58 y logró enviar por radio noticia de su situación antes de poder ser derribado por la aviación estadounidense.
Menos de una hora más tarde, el resto de las fuerzas aéreas de Guam se reagrupaban para salir al ataque de la Task Force.
Puesto que estos movimientos habían sido detectados por los radares estadounidenses, un grupo de Hellcat del USS Belleau Wood despegó para el ataque cuando los aviones japoneses se reunían para efectuar su propio ataque, unidos a los aparatos procedentes de las otras islas.
Se produjo pues un combate aéreo, durante el cual fueron derribados 35 aviones japoneses. La batalla no había aún concluido cuando los Hellcat fueron llamados por sus portaaviones a las 10:00 horas.

## Las incursiones japonesas

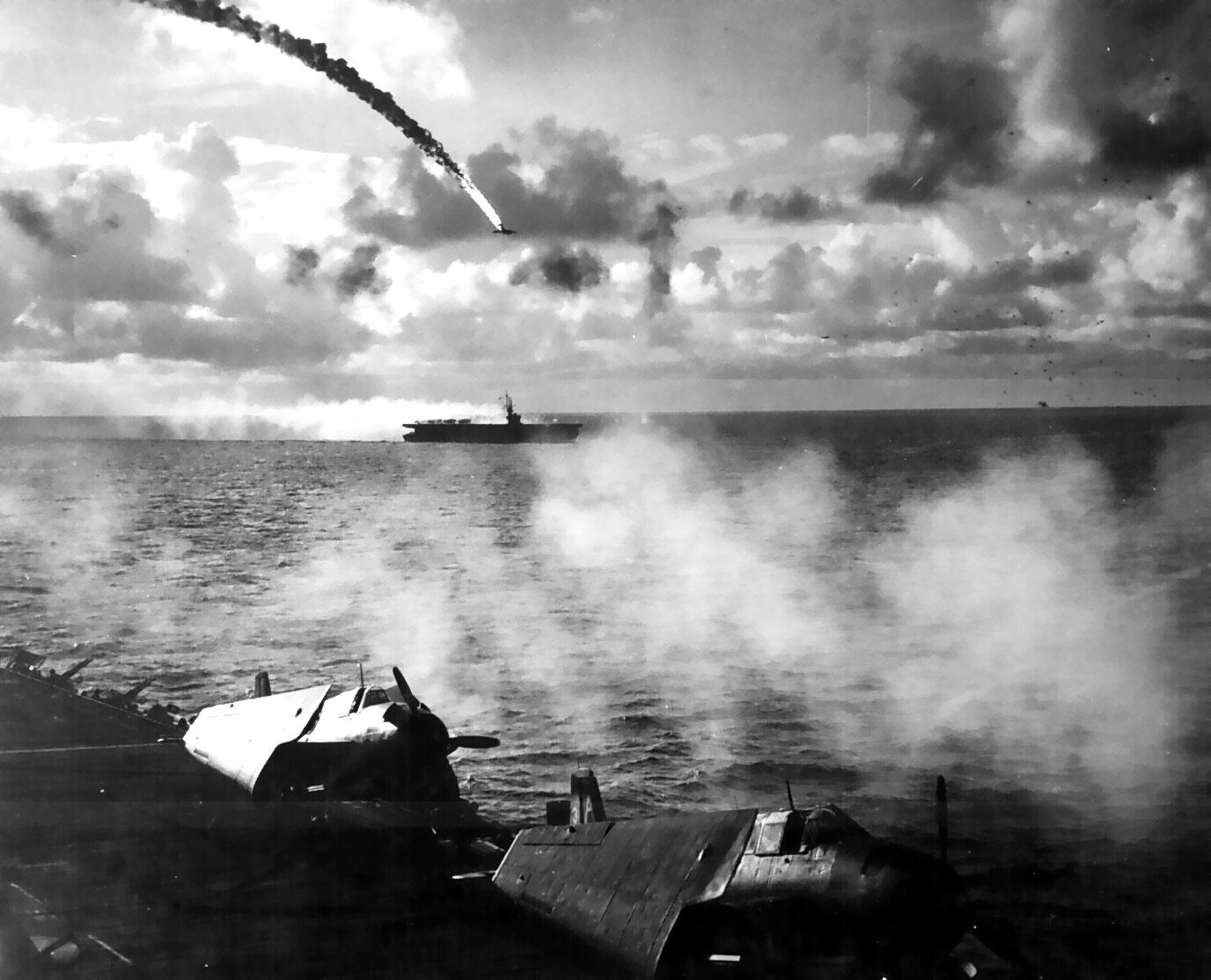
Un avión japonés derribado mientras atacaba el USS Kitkun Bay

Se les había dado la orden de regresar a sus portaaviones puesto que la TF 58 acababa de detectar un cierto número de contactos por radar 240 km al oeste. Se trataba de la primera incursión de 69 aviones lanzados por la Fuerza Móvil, y la TF 58 lanzó a su vez casi la totalidad de su aviación embarcada.
El lanzamiento de esta primera oleada de aviones a las 08:00 horas, muy adelantada respecto al resto de oleadas, era el primer error cometido por el contralmirante Obayashi, que se hallaba al mando de los portaaviones de la fuerza Van del vicealmirante Kurita, y que tomó la decisión de lanzar este ataque sin esperar órdenes, provocando así la ruptura de todo esquema de coherencia en el ataque japonés.
El segundo error lo cometieron los aviadores japoneses, que interrumpieron su avance cuando se encontraban a 100 km de la Task Force, para reagruparse antes del ataque. Esta falsa maniobra concedió a los aviones estadounidenses un plazo suplementario de 10 minutos, con lo que un primer grupo de Hellcats alcanzó a los aviones japoneses a 100 km de la Task Force a las 10:36 horas. 25 aviones japoneses fueron rápidamente derribados, mientras que los estadounidenses únicamente tuvieron que deplorar la pérdida de un solo avión.
El resto de los aviones japoneses fue inmediatamente atacado por otro grupo de aviones estadounidenses, con lo que 16 nuevos aviones japoneses fueron derribados. Los aparatos sobrevivientes intentaron atacar dos destructores estadounidenses, el Yarnall y el Stockham, pero sin lograr causarles ningún daño. Una bomba alcanzó al acorazado South Dakota, pero ningún avión japonés logró acercarse a los portaaviones estadounidenses, y tan sólo 27 aparatos regresaron a los portaaviones nipones.
Mientras tanto, a las 09:00 horas, Ozawa había ordenado su ataque principal, 129 aviones lanzados desde los portaaviones de la Fuerza A, aunque no ordenó el despegue de los de la Fuerza B al mando del vicealmirante Takaji Joshima. Tras su ausencia de reacción a la impetuosidad de Obayashi, se trata del primer error de Ozawa.
A las 11:07 horas se detecta la segunda oleada de aviones japoneses. Los aviones estadounidenses les dan alcance a 100 km de la Task Force y 70 aviones nipones son derribados antes de que pudiesen llegar hasta la flota estadounidense. Sin embargo, seis aparatos atacaron el Task Group 58.2 del contraalmirante Montgomery, causando algunos daños menores en dos portaaviones. Un pequeño grupo de aviones torpederos atacó el USS Enterprise, y un torpedo estalló en su estela. En total, 97 de los 129 aviones japoneses de esta oleada fueron derribados.

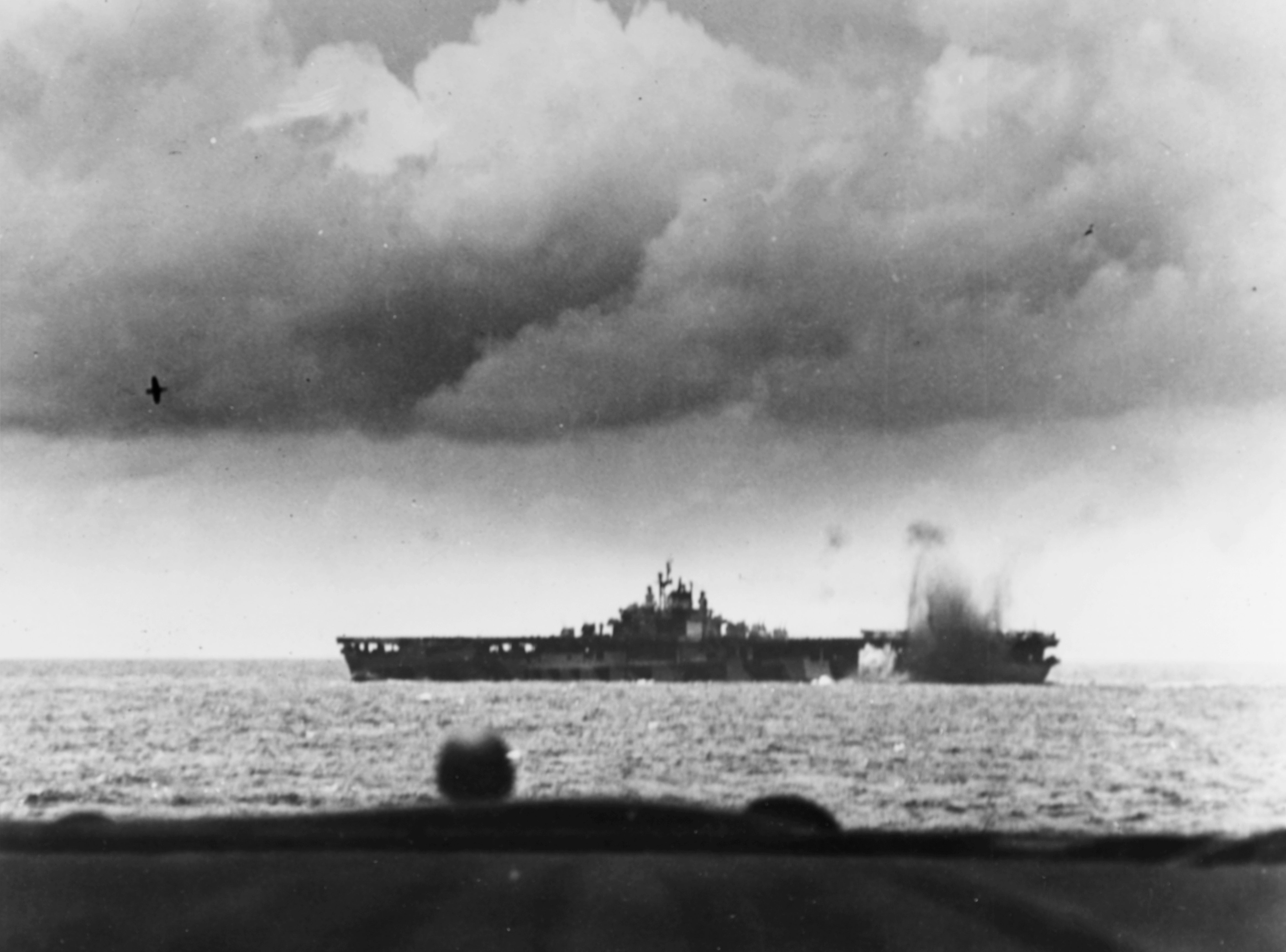
Una bomba japonesa estalla cerca del, el 19 de junio de 1944

Una tercera oleada compuesta por 47 aparatos japoneses fue interceptada a las 13:00 horas a unos 75 km de la Task Force. 7 de ellos fueron derribados, y los japoneses dieron media vuelta, regresando a su base los 40 aviones restantes.
El último asalto aéreo japonés de este día, en el que participaron 82 aviones, se lanzó entre las 11:00 y las 11:30 horas. El grupo de asalto, sin embargo, había recibido informaciones incorrectas sobre la posición de la Task Force, por lo que no pudo localizarla. La escuadrilla se dividió en dos grupos, para dirigirse hacia Guam una de ellas, y hacia Rota la otra, con el fin de repostar combustible. El grupo que volaba hacia Rota se encontró con el TG 58.2 de Montgomery. 18 de los aparatos fueron alcanzados por los cazas estadounidenses, que derribaron a 9, mientras que un grupo de 9 bombarderos atacaron a los portaaviones Wasp y Bunker Hill, aunque sin causarles ni el más leve daño, mientras que ocho de los bombarderos atacantes fueron derribados. Por otra parte, el grupo que se dirigía para repostar a Guam fue interceptado por 27 Hellcats cuando se aprestaba a aterrizar. En consecuencia, 30 de los 49 aviones japoneses fueron igualmente derribados, mientras que el resto quedaron seriamente dañados.
Es decir, al anochecer del primer día de la batalla, la Fuerza Móvil japonesa ya había perdido buena parte de sus efectivos de aviones de combate con base en tierra en las islas Marianas y Bonín, y además había perdido más de 200 aviones, lo que suponía cerca de la mitad de la aviación embarcada en portaaviones.

## El peso de los submarinos
El 16 de junio, el submarino estadounidense Cavalla localizó a uno de los grupos de barcos petroleros japoneses, que seguía una ruta al norte de la Fuerza Móvil. El comandante del Cavalla dio parte de este contacto, añadiendo su deseo de atacar a los petroleros localizados, pero el comandante en jefe de los submarinos del Pacífico (ComSubPac), el vicealmirante Lockwood, le ordenó seguir a los petroleros para de esta forma poder localizar a la flota principal, lo que se produjo al día siguiente, el 17 de junio, cuando Ozawa fue a repostar por última vez antes de la batalla. El Cavalla dio igualmente parte de esta nueva localización, y se dispuso a seguir a la Fuerza Móvil.
El 18 de junio, otro submarino estadounidense, el Albacore, se unió al Cavalla. El 19 de junio por la mañana, el Albacore atacó, poco después de las 9:00 horas. Decidió torpedear al Taiho, el buque insignia de la Fuerza, que acababa de hacer despegar a 42 aviones en el marco de la segunda oleada japonesa.
Cuatro de los seis torpedos lanzados fallaron su objetivo, y un quinto torpedo fue detenido gracias al sacrificio de un piloto nipón (Sakio Komatsu) que lanzó su avión sobre el torpedo, pero el sexto torpedo alcanzó al Taiho. A primera vista, los daños no parecían serios, y casi no hubo reducción en la velocidad del buque.
El Cavalla torpedeó al Shōkaku hacia mediodía. Tres torpedos impactaron sobre el barco japonés, que quedó seriamente dañado. Se produjo un incendio que alcanzó los depósitos de municiones hacia las 15:00 horas, y el Shokaku explotó para rápidamente hundirse, llevándose con él a 1263 hombres; los 570 supervivientes incluían a su comandante, Hiroshi Matsubara.
Mientras tanto, el Taiho padecía el error de un oficial de control de daños que ordenó el uso a plena potencia del sistema de ventilación para lograr expulsar del buque los vapores de la gasolina de aviación que inundaba parcialmente el pozo del ascensor de proa. La orden tuvo como consecuencia que dichos gases, que eran altamente inflamables, se expandieran por todo el barco convirtiéndolo en una bomba de tiempo flotante, lo que provocó finalmente una explosión y su hundimiento hacia las 17:30 horas; fallecieron 1650 tripulantes de un total de 1751.

## El contraataque estadounidense

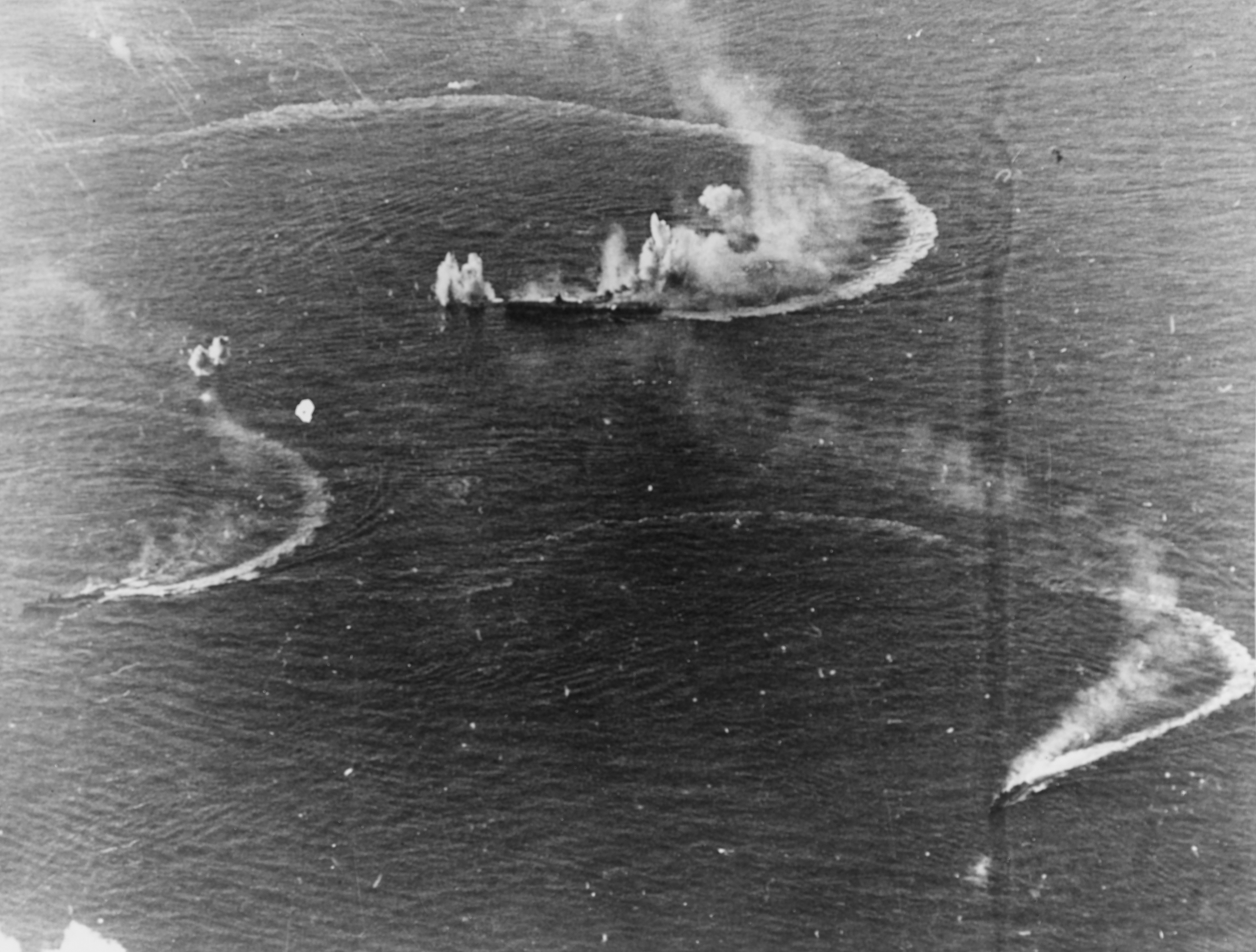
El portaaviones japonés Zuikaku (en el centro) y dos destructores maniobran para eludir los ataques de los aviones de la TF 58, 20 de junio de 1944

La Task Force navegó hacia el oeste durante la noche del 19 al 20 de junio, teniendo como objetivo atacar al alba a los japoneses. Con las primeras luces del alba, el 20 de junio, la TF lanzó al aire diversas patrullas para intentar localizar a la Fuerza Móvil.
Tras haber sido alcanzado el Taiho, Ozawa había transferido su enseña de mando al destructor Wakatsuki. Sin embargo, la radio del buque fue incapaz de asumir el volumen de tráfico necesario para el almirante, que volvió a cambiar de barco, trasladándose esta vez al Zuikaku hacia las 13:00 horas. Fue entonces cuando Ozawa recibió los informes definitivos de los catastróficos ataques del día anterior, dándose por fin cuenta de que le restaban apenas poco más de 100 aviones de combate. 
No obstante, creyendo todavía en la presencia masiva de la aviación con base en tierra en Guam y Rota (ya que el vicealmirante Kakuji había ocultado en sus informes la gravedad de la situación, un problema que se iba a convertir en endémico entre las fuerzas japonesas), decidió proseguir con el plan marcado y planificó nuevos ataques aéreos para el día 21 de junio.
Las patrullas estadounidenses tuvieron dificultades para encontrar a la flota japonesa, y no fue hasta últimas horas del día, a las 15:40 horas, cuando Mitscher recibió un primer informe de su situación, aunque se trataba de un informe confuso y poco inteligible. Finalmente, a las 16:05 horas, un segundo informe, más clarificador, llegó a manos de Mitscher, con lo que éste decidió lanzar inmediatamente un ataque de gran envergadura. Esta decisión implicaba un cierto grado de peligro, ya que la Fuerza Móvil se hallaba a dos horas de vuelo de la Task Force, y el ocaso iba a tener lugar hacia las 18:30 horas. Los aviones despegaron a las 16:20 horas y el ataque se produjo poco después de las 18:00 horas.
La Fuerza Móvil en ese momento se hallaba desperdigada: los aviones cayeron sobre los petroleros y sobre sus destructores. La Fuerza "C" se hallaba al oeste, la Fuerza "B" al oesnoroeste, y la Fuerza "A", ya diezmada por la pérdida del Taihō y del Shōkaku, se encontraba al noroeste.
Ozawa sólo consiguió hacer despegar para la protección de su flota a 35 cazas, aunque se trataba de pilotos altamente experimentados, y disponía igualmente de la potencia de fuego antiaéreo de sus buques. Sin embargo, el asalto estadounidense, con una flota de 216 aviones, era extremadamente poderoso, y buena parte de los aviones pudieron lanzar el ataque.
Los primeros buques contra los que se actuó fueron los petroleros, de los que dos fueron tan gravemente dañados que tuvieron que ser abandonados y saboteados para provocar su hundimiento poco después. El portaaviones Hiyō, atacado por cuatro Avengers del Belleau Wood, fue alcanzado por al menos un torpedo y se hundió poco después. Los portaaviones Junyo y Chiyoda sufrieron daños causados por las bombas, al igual que el acorazado Haruna. 20 aviones estadounidenses fueron derribados en el curso de esta acción.
En vista del número de aviones participantes en el ataque y de la escasa respuesta japonesa, el balance del ataque era finalmente de poco nivel. Los débiles resultados se debían a que la mayor parte de los Avengers llevaban carga de bombas y no de torpedos. El único auténtico éxito alcanzado fue logrado por los Avengers del Belleau Wood, que eran el único escuadrón armado con torpedos.
Durante el regreso hacia la Task Force, algunos aviones tuvieron que amerizar debido a los daños sufridos o a la falta de combustible. A las 20:00 horas, los primeros aviones llegaron a la Task Force y hubo llegadas escalonadas hasta las 22:00. Mitscher había tomado la decisión de iluminar completamente los portaaviones, a despecho de los riesgos de ataque por submarinos enemigos o por bombarderos nocturnos, y los destructores lanzaron cohetes de señales para ayudar a los aviones estadounidenses a encontrar su camino. A pesar de estos esfuerzos, se perdieron 82 aviones, de los que algunos se estrellaron al aterrizar en los portaaviones, aunque la mayoría de ellos amerizaron, lo que permitió recuperar a las tripulaciones de la mayor parte de dichos aviones a lo largo de los días sucesivos, reduciendo al mínimo de este modo la gravedad de las pérdidas sufridas.

## El final de la batalla y sus consecuencias

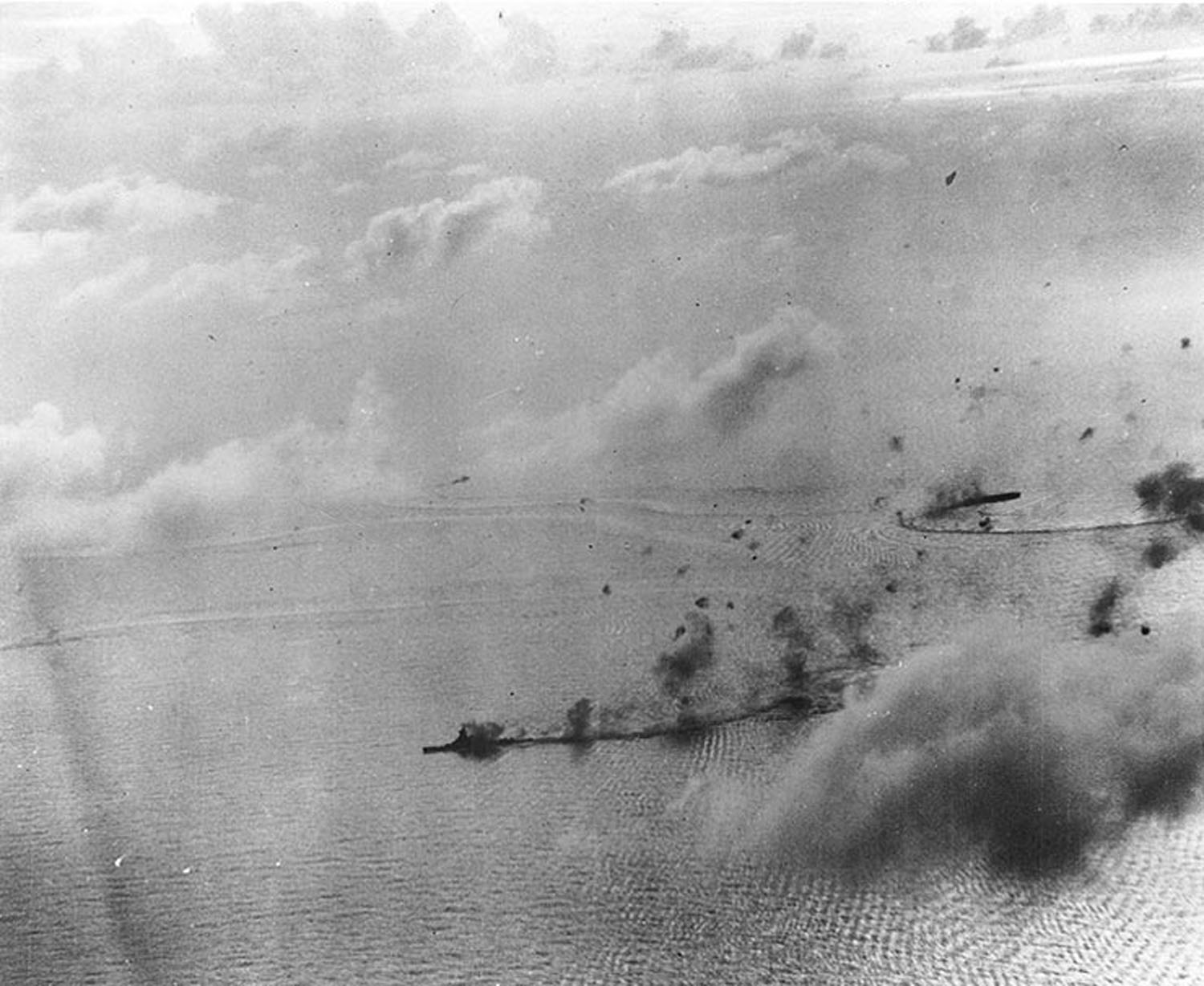
Bombardeo de la flota japonesa por aviones procedentes de la Task Force 58, 20 de junio de 1944

Esa noche, Ozawa recibió de Toyoda la orden de retirarse del mar de Filipinas. Los estadounidenses se lanzaron en su persecución, y la Fuerza Móvil fue nuevamente localizada por los Avengers el 21 de junio, aunque no llegó a producirse combate. Spruance llamó entonces a Mitscher, ya que no quería poner en peligro la invasión de las Marianas dejándola sin la protección de la Task Force.
La batalla naval había terminado, con lo que se podía seguir adelante con la Operación Forager, lo que traería consigo la conquista de las islas Marianas y especialmente de Saipán, Guam y Tinian, y la consiguiente construcción de bases aéreas que muy pronto iba a permitir el despegue de los bombarderos gigantes estadounidenses, las Superfortalezas Volantes B 29 destinadas al bombardeo del territorio metropolitano japonés.
Las cuatro oleadas de ataque japonesas habían afectado a 373 aviones, de los que tan sólo 130 habían regresado a sus bases, y otros muchos habían sido destruidos al hundirse los portaaviones en los que se encontraban. Tras la noche del segundo día, las pérdidas totales niponas eran de tres portaaviones y 395 aviones, mientras que las pérdidas totales estadounidenses se limitaban a 23 aviones el primer día y 100 el segundo (incluyendo los 80 aviones perdidos por causa de la oscuridad nocturna, de los que buena parte de sus tripulaciones iban a ser rescatadas).
Las pérdidas sufridas por la Flota japonesa eran irreemplazables, y el arma aeronaval japonesa ya no podía ser considerada estrictamente como una fuerza capaz de participar en operaciones. Durante la batalla del Golfo de Leyte, pocos meses más tarde, los portaaviones ya no iban a ser utilizados sino como señuelos, debido a la falta de pilotos y de aviones.